# Fredina
Fredina là một chi bướm đêm thuộc họ Noctuidae.